# Vienen
Vienen (Vienen) est le 18e épisode de la saison 8 de la série télévisée X-Files. Dans cet épisode, qui fait partie de l'arc mythologique de la série, Mulder et Doggett se retrouvent coincés sur une plate-forme pétrolière où les employés sont contaminés par l'huile noire.
L'épisode met en scène la dernière apparition de l'huile noire dans la série et a été en partie tourné sur une véritable plate-forme pétrolière. Il a recueilli des critiques plutôt favorables.

## Résumé
Simon de la Cruz, un ouvrier travaillant sur une plate-forme pétrolière au large du golfe du Mexique, poignarde l'opérateur radio et détruit l'équipement de communications avant d'être surpris par le chef d'équipe Bo Taylor, dont le corps se met à rayonner d'une lueur éclatante. De la Cruz est retrouvé mort, son corps couvert de brulures dues à des radiations. Malgré l'explication officielle de la compagnie Galpex Petroleum, Mulder reconnaît les signes d'une implication de l'huile noire. Alvin Kersh envoie Doggett enquêter sur la plate-forme mais, à son arrivée, Doggett découvre que Mulder l'a devancé. Les deux agents, dont les rapports sont tendus, interrogent Taylor et suspectent que son compte-rendu des faits est mensonger. Mulder persuade Doggett de placer la plate-forme en quarantaine, tandis que Taylor contamine Yuri Volkov, le nouvel opérateur radio, avec l'huile noire. Pendant ce temps, Scully trouve des traces d'huile noire dans le cadavre de Simon de la Cruz et pense que celui-ci était immunisé à la substance.
Martin Ortega, le vice-président de Galpex, laisse un jour aux agents pour trouver des preuves d'une infection, et Kersh appuie cette décision. Mulder et Doggett recherchent Diego Garza, un ouvrier porté manquant. Alors que Doggett combat un incendie qui s'est déclaré dans la salle des transmissions, il est assommé par Garza. Ce dernier, lui aussi immunisé, s'assure que Doggett n'est pas contaminé, et l'agent promet de l'aider. Pendant ce temps, Scully découvre que de la Cruz a été tué par irradiation en raison de son immunité à l'huile noire. Doggett est attaqué par Taylor mais est sauvé par l'intervention de Mulder. Les deux agents s'enferment dans la salle des transmissions alors que les ouvriers de la plate-forme, tous contaminés, les assiègent.
Doggett répare la radio et entre en contact avec Scully qui les informe que la quarantaine va être rompue. Mulder, comprenant que la radio est le moyen pour les contaminés de communiquer avec les colonisateurs, la détruit à nouveau. Les ouvriers cessent soudainement leur attaque, permettant à Mulder et Doggett de sortir. Doggett part à la recherche de Garza mais le retrouve mort. Comprenant que les ouvriers s'activent à détruire la plate-forme, les deux agents sautent à la mer juste avant l'explosion de l'installation et sont secourus par un hélicoptère envoyé pour rompre la quarantaine. Mulder est ensuite renvoyé du FBI.

## Distribution
- David Duchovny : Fox Mulder
- Gillian Anderson : Dana Scully
- Robert Patrick : John Doggett
- Mitch Pileggi : Walter Skinner
- Miguel Sandoval : Martin Ortega
- Casey Biggs : M. Saksa
- Gregory Norman Cruz : Diego Garza
- James Pickens Jr. : Alvin Kersh
- M. C. Gainey : Bo Taylor
- Lee Reherman : Yuri Volkov

## Production

### Préproduction
L'épisode est écrit par Steven Maeda dans le but de permettre à Mulder de passer le témoin à Doggett. Robert Patrick compare le rôle de Mulder dans l'épisode à celui du chœur grec et explique qu'il « donne à Doggett sa bénédiction et lui confie le service des affaires non classées ».
Le titre de l'épisode, Vienen, signifie « ils arrivent » en espagnol. Dans son livre, Michelle Bush affirme que « ils » peut se référer aussi bien aux colonisateurs qu'aux humains qui ont malencontreusement mis à jour l'huile noire. Douglas Kellner pense quant à lui que le titre préfigure l'arrivée imminente dans la série des « super-soldats ».

### Tournage

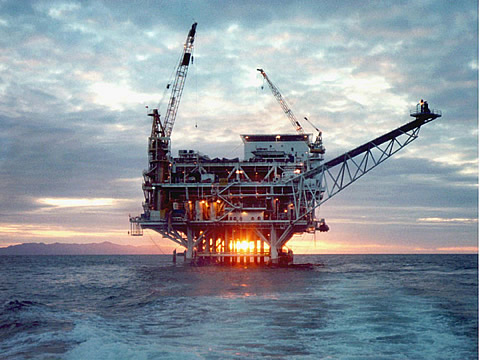
Certaines scènes de l'épisode ont été tournées sur une véritable plate-forme pétrolière.

En raison des disponibilités réduites de David Duchovny, l'épisode est le 18e de la saison à être diffusé mais le 16e à être tourné. Alors qu'un épisode standard de X-Files est produit en 18 jours, sept jours de préparation et onze de tournage, la production de celui-ci est bouclée en onze jours seulement en raison du rythme de travail intensif, treize à quatorze heures par jour, de l'équipe. Trois lieux de tournage sont utilisés : un studio à Los Angeles, une ancienne raffinerie de Santa Fe Springs et une plate-forme pétrolière au large de Santa Barbara. Ilt Jones, le régisseur général de la série, avait repéré ces deux derniers lieux longtemps avant le tournage ce qui a donné à l'équipe largement le temps de planifier celui-ci.
Les scènes de Gillian Anderson, dont une seule est partagée avec David Duchovny et Robert Patrick, sont toutes filmées en studio, tandis que la plupart des scènes impliquant Duchovny et Patrick sont tournées à la raffinerie et sur la plate-forme. Le tournage sur la plate-forme s'étale sur une seule longue journée de travail et les scènes y sont filmées avec un steadicam. La scène de l'explosion de la plate-forme est créée en studio. Celle où Mulder et Doggett sautent de la plate-forme est tournée de manière à rappeler une scène du film Butch Cassidy et le Kid (1969). Les deux acteurs sont filmés en train de sauter devant un écran vert et ce plan est ensuite assemblé avec celui de l'explosion. Les effets visuels de l'huile noire sont créés en employant l'infographie mais aussi avec de la mélasse et du sirop de chocolat.

## Accueil

### Audiences
Lors de sa première diffusion aux États-Unis, l'épisode réalise un score de 7,4 sur l'échelle de Nielsen, avec 11 % de parts de marché, et est regardé par 11,8 millions de téléspectateurs. La promotion télévisée de l'épisode est réalisée avec le slogan « Nowhere to hide. No place to run » (en français « Nulle part où se cacher. Aucune échappatoire »).

### Accueil critique
L'épisode obtient des critiques assez favorables. Le site The A.V. Club le classe parmi les 10 meilleurs épisodes de la série, Todd VanDerWerff lui donnant la note de A- et considérant que cet épisode « incroyablement intense », notamment dans son dernier quart d'heure, tire le meilleur parti de son cadre tout en étant un moyen adéquat pour que « David Duchovny et Fox Mulder passent le flambeau à Robert Patrick et John Doggett ». Dans son livre, Tom Kessenich affirme que l'épisode est l'un des rares de la saison qui l'a « fait à nouveau se sentir bien d'être un fan de X-Files » et loue particulièrement le développement significatif de la relation entre Mulder et Scully ainsi que le retour de la meilleure version de l'huile noire. Le site Le Monde des Avengers évoque un épisode à « l’intensité dramatique époustouflante » qui culmine dans un « spectaculaire dénouement pyrotechnique » et marque « la véritable rencontre entre Mulder et Doggett ». John Keegan, du site Critical Myth, lui donne la note de 7/10, saluant la formidable intrigue construite autour de l'huile noire mais regrettant le « manque de cohérence » du comportement de Mulder dans l'épisode.
Parmi les critiques négatives, Robert Shearman et Lars Pearson lui donnent la note de 2/5 dans leur livre sur la série, estimant que le retour de l'huile noire semble « obsolète » et que le comportement de Mulder et Doggett « manque de dignité ». Paula Vitaris, de Cinefantastique, lui donne la note de 1,5/4, évoquant un épisode médiocre qui « n'exploite pas les possibilités de son cadre ».